# جيمس روليستون
جيمس روليستون (بالإنجليزية: James Rolleston)‏ هو ممثل نيوزلندي، ولد في 8 يونيو 1997.

## أعمال

### أفلام
- (2010) بوي

## وصلات خارجية
- جيمس روليستون على موقع IMDb (الإنجليزية)
- جيمس روليستون على موقع قاعدة بيانات الفيلم (الإنجليزية)